# Campeonato de España de Verano de Natación 2019
El CVII Campeonato de España de Verano de Natación se celebró en Tarrasa entre el 3 y el 7 de agosto de 2019 bajo la organización de la Real Federación Española de Natación (RFEN) y el Club Natació Terrassa.
Las competiciones se realizaron en el Club Natació Terrassa de la ciudad catalana.

## Resultados

### Masculino
| Evento                    | Oro                                                                                               | Plata                                                                         | Bronce                                                                                       |
| ------------------------- | ------------------------------------------------------------------------------------------------- | ----------------------------------------------------------------------------- | -------------------------------------------------------------------------------------------- |
| 50 m libre (04.08)        | Moritz Berg Real Canoe N. C. 22,71                                                                | Juan Francisco Segura Real Canoe N. C. 22,99                                  | César Castro C. N. Santa Olaya 23,18                                                         |
| 100 m libre (05.08)       | Moritz Berg Real Canoe N. C. 49,48                                                                | Sergio de Celis C. N. Sabadell 50,24                                          | Atlas Guerrero C. N. Sant Andreu 50,26                                                       |
| 200 m libre (07.08)       | Moritz Berg Real Canoe N. C. 1:49,03                                                              | Francisco Arévalo Real Canoe N. C. 1:49,17                                    | César Castro C. N. Santa Olaya 1:49,32                                                       |
| 400 m libre (06.08)       | Miguel Durán C. N. Terrassa 3:50,45                                                               | Juan Manuel Morales Liga Vallecaucana 3:56,44                                 | Albert Escrits C. N. Sant Andreu Juan Salvador Durán Real Canoe N. C. 3:56,99                |
| 800 m libre (03.08)       | Miguel Durán C. N. Terrassa 7:58,86                                                               | Raúl Santiago C. N. Metropole 8:02,60                                         | Albert Escrits C. N. Sant Andreu 8:07,06                                                     |
| 1500 m libre (05.08)      | Raúl Santiago C. N. Metropole 15:28,76                                                            | Pol Gil UCAM C. N. Fuensanta 15:34,08                                         | Carlos Quijada C. D. Gredos San Diego 15:37,88                                               |
| 50 m espalda (03.08)      | Hugo González Real Canoe N. C. 25,27                                                              | Juan Francisco Segura Real Canoe N. C. 25,37                                  | Sergio Campos C. N. Santa Olaya 25,94                                                        |
| 100 m espalda (04.08)     | Manuel Martos C. D. H2O El Ejido 55,08                                                            | Juan Francisco Segura Real Canoe N. C. 56,30                                  | Alejandro Calderón C. N. Metropole 56,47                                                     |
| 200 m espalda (06.08)     | Manuel Martos C. D. H2O El Ejido 1:59,59                                                          | Jan Giralt Torrot C. N. Mataró 2:02,28                                        | Javier Arauz C. D. Gredos San Diego 2:03,10                                                  |
| 50 m braza (03.08)        | Mario Navea C. N. Sant Andreu 28,18                                                               | Sergio Ortega C. D. Gredos San Diego 28,27                                    | David Benítez C. N. Terrassa 28,36                                                           |
| 100 m braza (05.08)       | Gonzalo Carazo C. D. Gredos San Diego 1:02,43                                                     | Hugo González Real Canoe N. C. 1:02,56                                        | David Benítez C. N. Terrassa 1:02,62                                                         |
| 200 m braza (06.08)       | Álex Castejón C. N. Sabadell 2:14,87                                                              | Joan Ballester C. E. Mediterrani 2:15,59                                      | Jaime Morote C. D. SEK 2:15,98                                                               |
| 50 m mariposa (03.08)     | Álex Ramos C. N. Sant Andreu Bruno Ortiz-Cañavate Real Canoe N. C. 24,18                          | —                                                                             | Adrián Curbelo C. N. Metropole 24,44                                                         |
| 100 m mariposa (07.08)    | Hugo González Real Canoe N. C. 53,80                                                              | Álex Ramos C. N. Sant Andreu 54,05                                            | Bruno Ortiz-Cañavate Real Canoe N. C. 54,33                                                  |
| 200 m mariposa (05.08)    | Francisco Javier Chacón C. N. Alcalá 1:59,28                                                      | Francisco Arévalo Real Canoe N. C. 2:01,07                                    | Javier Aguilar S. D. Anaitasuna 2:01,73                                                      |
| 200 m estilos (07.08)     | Joan Lluís Pons C. N. Sant Andreu 2:01,92                                                         | Mario Navea C. N. Sant Andreu 2:03,85                                         | Álvaro López C. N. Mairena del Aljarafe 2:03,86                                              |
| 400 m estilos (04.08)     | Francisco Javier Chacón C. N. Alcalá 4:17,94                                                      | Álex Castejón C. N. Sabadell 4:20,87                                          | Marcos Martín C. D. Gredos San Diego 4:24,42                                                 |
| 4 × 100 m libre (06.08)   | Real Canoe N. C. Moritz Berg Juan Francisco Segura Bruno Ortiz-Cañavate Francisco Arévalo 3:18,96 | C. N. Sant Andreu Atlas Guerrero Marc Calzada Álex Ramos Mario Navea 3:21,75  | C. N. Santa Olaya César Castro Sergio Campos Víctor Antoñón Juan Luís Vega 3:23,08           |
| 4 × 200 m libre (04.08)   | Real Canoe N. C. Francisco Arévalo Moritz Berg Juan Salvador Durán Antoni Mulet 7:20,51           | C. N. Sabadell Sergio de Celis Marc Sánchez Joan Casanovas Marc Vivas 7:24,92 | C. N. Sant Andreu Marc Calzada Álex Ramos Atlas Guerrero Albert Escrits 7:25,72              |
| 4 × 100 m estilos (07.08) | Real Canoe N. C. Hugo González Bruno Ortiz-Cañavate Javier Rivas Moritz Berg 3:40,75              | C. N. Sant Andreu Álex Ramos Mario Navea Marc Calzada Atlas Guerrero 3:44,09  | C. D. Gredos San Diego Javier Arauz Gonzalo Carazo Javier Nicolás Matta Luis Alcalde 3:45,03 |

### Femenino
| Evento                    | Oro                                                                                | Plata                                                                        | Bronce                                                                                |
| ------------------------- | ---------------------------------------------------------------------------------- | ---------------------------------------------------------------------------- | ------------------------------------------------------------------------------------- |
| 50 m libre (04.08)        | Lidón Muñoz C. N. Sant Andreu 25,00                                                | Carmen Herrero Real Canoe N. C. 26,09                                        | Marta González C. N. Sant Andreu 26,19                                                |
| 100 m libre (06.08)       | Lidón Muñoz C. N. Sant Andreu 55,01                                                | Juliette Dumont · Bélgica · 56,52                                            | Marta González C. N. Sant Andreu 57,00                                                |
| 200 m libre (07.08)       | Júlia Pujadas C. N. Sant Andreu 2:01,18                                            | Nerea Ibáñez C. N. Albacete 2:01,53                                          | Nadia González Real Canoe N. C. 2:02,95                                               |
| 400 m libre (05.08)       | Esther Morillo C. E. Mediterrani 4:13,93                                           | María de Valdés C. N. Liceo 4:16,29                                          | Nerea Ibáñez C. N. Albacete 4:18,31                                                   |
| 800 m libre (06.08)       | Jimena Pérez C. D. Gredos San Diego 8:42,49                                        | María de Valdés C. N. Liceo 8:46,02                                          | Catalina Corró C. N. Sabadell 8:46,83                                                 |
| 1500 m libre (03.08)      | María de Valdés C. N. Liceo 16:28,52                                               | María Vilas C. N. Galaico 16:47,24                                           | Aida López C. N. Terrassa 17:01,59                                                    |
| 50 m espalda (03.08)      | Paloma de Bordóns C. N. Bahía de Cádiz 28,40                                       | Pauline Mahieu C. D. N. Bidasoa XXI 28,84                                    | Tamara Frías R. C. Náutico de Motril 29,00                                            |
| 100 m espalda (04.08)     | Pauline Mahieu C. D. N. Bidasoa XXI 1:01,76                                        | África Zamorano C. N. Sant Andreu 1:02,06                                    | Lauren Quigley C. N. Palma 1:02,35                                                    |
| 200 m espalda (06.08)     | África Zamorano C. N. Sant Andreu 2:11,71                                          | Lauren Quigley C. N. Palma 2:13,32                                           | Cristina García C. N. Terrassa 2:14,42                                                |
| 50 m braza (03.08)        | Florine Gaspard · Bélgica · 31,71                                                  | Solene Gallego C. D. N. Bidasoa XXI 32,13                                    | Evelyne Álvarez C. N. Terrassa 32,58                                                  |
| 100 m braza (05.08)       | Marina García C. N. Sabadell 1:09,75                                               | Florine Gaspard · Bélgica · 1:10,16                                          | Solene Gallego C. D. N. Bidasoa XXI 1:10,26                                           |
| 200 m braza (06.08)       | Jessica Vall C. N. Sant Andreu 2:28,88                                             | Evelyne Álvarez C. N. Terrassa 2:29,82                                       | María Selene Alborzen Argentina 2:31,87                                               |
| 50 m mariposa (03.08)     | Lidón Muñoz C. N. Sant Andreu 26,90                                                | Nadia González Real Canoe N. C. 27,40                                        | Judit Ignacio C. N. Sabadell 27,42                                                    |
| 100 m mariposa (07.08)    | Judit Ignacio C. N. Sabadell 1:00,10                                               | Lidón Muñoz C. N. Sant Andreu 1:00,40                                        | Aina Hierro C. N. Palma 1:00,57                                                       |
| 200 m mariposa (05.08)    | Júlia Pujadas C. N. Sant Andreu 2:11,72                                            | Catalina Corró C. N. Sabadell 2:12,92                                        | Carmen Balbuena C. D. N. Inacua Málaga 2:15,50                                        |
| 200 m estilos (07.08)     | Catalina Corró C. N. Sabadell 2:14,77                                              | África Zamorano C. N. Sant Andreu 2:16,87                                    | Beatriz Gómez C. N. Galaico 2:17,22                                                   |
| 400 m estilos (04.08)     | Catalina Corró C. N. Sabadell 4:43,41                                              | Beatriz Gómez C. N. Galaico 4:46,71                                          | María Selene Alborzen Argentina 4:49,60                                               |
| 4 × 100 m libre (05.08)   | C. N. Sant Andreu Júlia Pujadas Lidón Muñoz África Zamorano Marta González 3:45,59 | C. N. Sabadell Judit Ignacio Catalina Corró Carla Seco Marina García 3:49,06 | Real Canoe N. C. Marta Cano Carmen Herrero Sara Irache Nadia González 3:50,18         |
| 4 × 200 m libre (04.08)   | C. N. Sant Andreu Lidón Muñoz Júlia Pujadas África Zamorano Marta González 8:07,95 | C. N. Sabadell Marina García Catalina Corró Carla Seco Aina Oliván 8:16,02   | Real Canoe N. C. Marta Cano Paula García Andrea Galisteo Nadia González 8:19,57       |
| 4 × 100 m estilos (07.08) | C. N. Sant Andreu África Zamorano Jessica Vall Alba Guillamón Lidón Muñoz 4:06,80  | C. N. Sabadell Carla Seco Marina García Judit Ignacio Catalina Corró 4:11,75 | C. D. N. Bidasoa XXI Pauline Mahieu Solene Gallego Amaia Cendoya Maialen Sáez 4:13,41 |

## Clasificaciones
A continuación se detalla el Top 10 de las clasificaciones masculina y femenina:

### Clasificación masculina
| Puesto            | Club                       | Puntos |
| ----------------- | -------------------------- | ------ |
| Medalla de oro    | Real Canoe N. C.           | 608    |
| Medalla de plata  | C. N. Sant Andreu          | 444.5  |
| Medalla de bronce | C. D. Gredos San Diego     | 437.5  |
| 4                 | C. N. Sabadell             | 392.5  |
| 5                 | C. N. Terrassa             | 353    |
| 6                 | C. N. Santa Olaya          | 277.5  |
| 7                 | C. N. Metropole            | 211    |
| 8                 | C. N. Mairena del Aljarafe | 182.5  |
| 9                 | C. D. N. Bidasoa XXI       | 171    |
| 10                | Torrot C. N. Mataró        | 168    |

### Clasificación femenina
| Puesto            | Club                   | Puntos |
| ----------------- | ---------------------- | ------ |
| Medalla de oro    | C. N. Sant Andreu      | 657    |
| Medalla de plata  | Real Canoe N. C.       | 453.5  |
| Medalla de bronce | C. N. Sabadell         | 391    |
| 4                 | C. D. Gredos San Diego | 271    |
| 5                 | C. N. Terrassa         | 261    |
| 6                 | C. E. Mediterrani      | 243    |
| 7                 | C. D. N. Bidasoa XXI   | 204.5  |
| 8                 | C. N. Galaico          | 145    |
| 9                 | C. N. Barcelona        | 136.5  |
| 10                | C. N. Palma            | 118    |